# Rally de Croacia de 2012
El Rally de Croacia de 2012, oficialmente 39. Croatia Rally 2012 fue la edición 39.ª y la tercera ronda de la temporada 2012 del Campeonato de Europa de Rally y la tercera del campeonato de Croacia. Se celebró del 24 al 26 de mayo.

## Clasificación final
| Pos. | Piloto              | Copiloto           | Automóvil                | Tiempo    | Diferencia | Puntos |
| ---- | ------------------- | ------------------ | ------------------------ | --------- | ---------- | ------ |
| 1.   | Juho Hänninen       | Mikko Markkula     | Škoda Fabia S2000        | 2:17:21.8 | 0.0        |        |
| 2.   | Hermann Gassner jr. | Klaus Wicha        | Škoda Fabia S2000        | 2:17:47.0 | +25.2      |        |
| 3.   | Luca Betti          | Maurizio Barone    | Peugeot 207 S2000        | 2:19:49.6 | +2:27.8    |        |
| 4.   | Michal Solowow      | Maciej Baran       | Peugeot 207 S2000        | 2:23:15.9 | +5:54.1    |        |
| 5.   | Juraj Šebalj        | Toni Klinc         | Mitsubishi Lancer Evo IX | 2:23:47.3 | +6:25.5    |        |
| 6.   | Francesco Parli     | Tania Canton       | Citroën DS3 R3T          | 2:30:07.1 | +12:45.3   |        |
| 7.   | Rajko Žakelj        | Blaž Selan         | Mitsubishi Lancer        | 2:30:34.1 | +13:12.3   |        |
| 8.   | Viliam Prodan       | Zdravko Draženović | Citroën C2 R2 Max        | 2:34:13.7 | +16:51.9   |        |
| 9.   | Davor Mihelič       | Mateo Butorac      | Citroën C2 R2            | 2:36:01.1 | +18:39.3   |        |
| 10.  | Marinko Stanič      | Goran Glad         | Honda Civic Type-R       | 2:41:14.2 | +23:52.4   |        |

| Predecesor: 1000 Miglia 2012 | ERC 2012 | Sucesor: Bulgaria 2012 |